# 南薩哈林州
南薩哈林州（俄语：Южно-Сахалинская область）是蘇聯俄羅斯蘇維埃聯邦社會主義共和國的一個舊州，成立於第二次世界大戰日本投降以後。包括整個千島群島和庫頁島北緯50度以南部分。面積51,700平方公里。首府南薩哈林斯克。

## 历史
南薩哈林原由日本桦太厅统治。
1945年8月8日苏联对日宣战后，“切列米索夫中将的第16集团军从北萨哈林向南萨哈林实施突击”“海上和内河水兵参加了登陆千岛群岛和南萨哈林”，空降兵对丰原（今南萨哈林斯克）伞降袭击。日军的抵抗持续了两周（1945年8月11日至25日）。大量住宅和厂房被防火烧为灰烬，撤退的日军一路上破坏道路、桥梁、通信线路等基础设施。大量的牲畜被杀死。粮食被烧掉。8月22日，第16集团军阿利莫夫少将的先头部队进入了元泊郡的知取町（今马卡罗夫），在知取町的消防队办公楼同日军第88师团参谋长铃木康大佐进行谈判，签署了停火协议。8月24日中午，苏军坦克和平解放了桦太厅的首府丰原市。苏军缴获的粮食储备有7200吨大米、853吨大豆和豌豆、100吨糖和11000吨玉米，这个储备甚至不够过冬。主管贸易的苏联人民委员会副主席米高揚下令从中国东北和北朝鲜筹措粮食海运到南萨哈林，并在1945年9月亲自登岛视察情况。
在当地朝鲜人的配合下，苏联军事管制当局地粉碎了若干个日本军人和浪人组成的躲入森林里的武装团伙，缴获了大量武器弹药。到1947年初，缴获了556支步枪、21挺机枪、32把手枪、6门迫击炮、5门大炮等武器和大量的弹药。还抓捕了一个由10名日本预备役军人组成的破坏小组，该小组在波罗奈斯克纵火，烧毁了这座城市的大部分建筑（当地的木质建筑比较多），造成了600万美元左右的损失。
1946年2月1日建州。哈巴罗夫斯克边疆区苏维埃执行委员会副主席克留科夫为负责人，副手叶梅利亚诺夫。宣布苏联卢布和日元等值流通；否决了原先的4日元兑1卢布的方案。1946年2月展开南萨哈林货币改革，以5日元兑1卢布的汇率将居民手中的日元全部收走。贫民欠银行的债务被全部免除。1946年的播种计划增加了20%，实际完成111%，产量则增加了三分之一。南萨哈林的蔬菜、鸡蛋、牛奶的个人副业也发展起来。1946年，第一批苏联移民登上南萨哈林，成立了集体农庄，苏联政府给新移民提供了包括住房、宅旁园地、税收优惠、现金津贴、免费旅行、购买奶牛等牲畜的贷款等。
1947年1月2日與北部的薩哈林州合併。全州由哈巴羅夫斯克邊疆區管轄改為直接受聯邦管轄。后大部分日本人都被陆续遣返回了日本，有少数日本人、朝鲜人因各种原因没有回去，成为库页岛日本人和库页岛朝鲜族。